# Steven Nagel
Steven Ray Nagel (27. října 1946 Canton, stát Illinois, USA – 21. srpna 2014) byl americký vojenský letec a astronaut. Ve vesmíru byl čtyřikrát.

## Životopis
Střední školu absolvoval v rodném Cantonu. Titul inženýra letectví získal na univerzitě v Illinois v roce 1969. Později, po absolvování pilotní školy se stal zkušebním letcem na základně Edwards Air Force Base v Kalifornii. V roce 1978 byl vybrán do výběru astronautů NASA jako astronaut – specialista. V té době byl již ženatý, bezdětný a měl hodnost kapitána letectví. V letech 1978 – 1979 zvládl výcvik astronautů v Houstonu a byl zařazen do jejich skupiny. V ní zůstal 14 let, během nichž čtyřikrát letěl do vesmíru, pokaždé s jiným raketoplánem.
Zemřel po dlouhé nemoci v roce 2014 ve věku 67 let.

## Lety do vesmíru
Ve svých 38 letech se dostal na svou první výpravu raketoplánem, v té době byl již podplukovníkem. . Mise s označením STS-51-G (dle COSPAR 1985-048A trvala 7 dní. Posádka byla mezinárodní, sedmičlenná. Během letu vypustili družici Spartan.
Téhož roku letěl znovu na let STS-61-A (COSPAR 1985-104A), opět sedmidenní let raketoplánem. Na palubě byla osmičlenná mezinárodní posádka a také laboratoř Spacelab.
O šest let později letěl potřetí, jednalo se o šestidenní misi STS-37 (COSPAR 1991-027A). V ní byl Nagel, tč.již plukovník, velitelem pětičlenné posádky. Během letu mj.vypustili 15 tunovou družici GRO.
Při svém posledním letu s raketoplánem mu bylo 46 let. Mise STS-55 (COSPAR 1993-027A) trvala 10 dní. Plukovník Nagel byl opět velitelem, v sedmičlenné posádce byli i dva astronauti z Německa a sebou si vezli laboratoř Spacelab. Let byl věnován práci v ní.

### Lety v kostce
Všechny čtyři lety startovaly na Floridě, mysu Canaveral, základna Kennedyho vesmírné středisko a končily přistáním na Nagelově domovské základně, kosmodromu Edwards v Kalifornii.
- STS-51-G Discovery, start 17. červen 1985, přistání 24. červen 1985
- STS-61-A Challenger, start 30. říjen 1985, přistání 6. listopad 1985
- STS-37 Atlantis, start 5. duben 1991, přistání 11. duben 1991
- STS-55 Columbia, start 26. duben 1993, přistání 6. květen 1993